# Estatut de Règim Interior de Catalunya
L'Estatut de Règim Interior de Catalunya, conegut de manera informal com a Estatut Interior de Catalunya, fou la primera de les lleis aprovada amb el rang de llei fonamental de Catalunya pel Parlament de Catalunya, discutida a partir del 5 de gener de 1933 i votada el 25 de maig del mateix any.
El text ja estava previst en l'articulat del projecte d'Estatut de Núria, però l'article en qüestió fou eliminat durant el seu debat a les Corts de la República.
Es tracta, essencialment, d'una llei que regulava el funcionament institucional de la Generalitat de Catalunya, però que serví per desenvolupar l'autonomia catalana més enllà de les limitacions imposades per la retallada de l'Estatut de 1932, de manera que se la considerà, en si mateixa, una constitució catalana pròpia. La part dogmàtica d'aquest Estatut Interior és molt semblant a la de la Constitució espanyola de 1931. Hi apareix esmentada, per primer cop de manera oficial, la Bandera de Catalunya, i s'estableixen els modes d'elecció de les institucions de la Generalitat, el règim social, municipal, d'hisenda i d'altres aspectes importants.